# The Dragon and the George
a nu se confunda cu George and the Dragon, film Syfy din 2004
The Dragon and The George este un roman fantastic din 1976 scris de Gordon R. Dickson, primul roman din Seria Dragon Knight. Romanul este o dezvoltare a povestirii St. Dragon and the George publicată în The Magazine of Fantasy and Science Fiction în septembrie 1957.

## Povestea
Cartea prezintă povestea lui Jim Eckert, care este aruncat din această lume într-o lume alternativă în care magia este reală și mortală. Jim ajunge în corpul dragonului Gorbash și trebuie să se obișnuiască cu perspectiva asupra mediului înconjurător prin ochii unui dragon. El trebuie să aibă grijă și de prietenii sau dușmanii pe care Gorbash și i-a făcut deja. În această lume, dragonii îi denumesc pe toți oamenii George, pe baza unei experiențe din trecut pe care a avut-o un dragon cu Sfântul Gheorghe (St. George în original).

## Premii
- Premiul World Fantasy pentru cel mai bun roman - nominalizare în 1977.[1]